# Jennifer Ferrin
Jennifer Ferrin (Lawrenceville, 25 febbraio 1979) è un'attrice statunitense.

## Carriera
È nota per il ruolo di Louise Ellison nella serie televisiva Hell on Wheels. È stata anche nel cast principale della miniserie Mosaic.
Ha recitato inoltre nella soap opera Così gira il mondo, ricevendo due candidature per i Daytime Emmy Awards nel 2006 e nel 2007.
Dal 2022 al 2024 recita anche nello spin-off Pretty Little Liars: Original Sin , nel ruolo della madre della protagonista Karen Beasley.

## Vita privata
È sposata dal 2014 con il designer Zach Bliss.

## Filmografia

### Televisione
- Così gira il mondo (As the World Turns) - soap opera, 260 episodi (2003-2006)
- Rescue Me - serie TV, 2 episodi (2006)
- The Kill Point - serie TV, 8 episodi (2007)
- Life on Mars - serie TV, 5 episodi (2008-2009)
- Law & Order - Unità vittime speciali (Law & Order: Special Victims Unit) - serie TV, episodio 11x01 (2009)
- Fringe - serie TV, episodio 1x19 (2009)
- Nurse Jackie - Terapia d'urto (Nurse Jackie) - serie TV, 2 episodi (2010)
- White Collar - serie TV, episodio 1x10 (2010)
- The Cape - serie TV, 10 episodi (2011)
- Boardwalk Empire - serie TV, episodio 2x04 (2011)
- Unforgettable - serie TV, episodio 1x11 (2011)
- The Good Wife - serie TV, episodio 3x13 (2012)
- Elementary - serie TV, episodio 1x02 (2012)
- Hell on Wheels - serie TV, 24 episodi (2013-2016)
- Falling Skies - serie TV, 7 episodi (2013-2015)
- The Following - serie TV, 5 episodi (2013)
- Deception - serie TV, 2 episodi (2013)
- Person of Interest - serie TV, episodio 3x07 (2013)
- The Knick - serie TV, 10 episodi (2014-2015)
- Falling Water - serie TV, 4 episodi (2016)
- Time After Time - serie TV, 7 episodi (2017)
- Mosaic - serie TV, 8 episodi (2018)
- Sneaky Pete - serie TV, 8 episodi (2018)
- Homeland - Caccia alla spia (Homeland) - serie TV, episodi 7x06, 7x08 (2018) - cercare
- The Blacklist - serie TV, 8 episodi (2019)
- The Passage - serie TV, 4 episodi (2019)
- God Friended Me - serie TV, episodio 2x08 (2019)
- Evil - serie TV, episodio 1x09 (2019)
- The Equalizer - serie TV, 10 episodi (2021-2024)
- Pretty Little Liars: Original Sin - serie TV, 13 episodi (2022-2024)
- American Horror Stories - serie TV, episodio 3x07 (2024)

## Doppiatrici italiane
Nelle versioni in italiano delle opere in cui ha recitato, Jennifer Ferrin è stata doppiata da:
- Chiara Colizzi in Falling Skies, American Horror Stories
- Francesca Fiorentini in The Knick, The Blacklist
- Sabrina Duranti in The Equalizer, Pretty Little Liars: Original Sin
- Emanuela Damasio in Fringe
- Roberta Pellini in White Collar
- Valentina Mari in The Good Wife
- Emanuela D'Amico in Elementary
- Barbara De Bortoli in The Following
- Selvaggia Quattrini in Person of Interest
- Angela Brusa in Mosaic
- Stella Musy in Sneaky Pete